# Поздняя дистония
Поздняя (тардивная) дистония — экстрапирамидное расстройство, сравнительно редкий, но один из наиболее инвалидизирующих вариантов поздней дискинезии, чаще всего возникающий спустя несколько лет от начала лечения нейролептиком и длительно сохраняющийся после его отмены.

## Факторы риска
В отличие от других форм поздней дискинезии, чаще встречающихся у пожилых пациентов, поздняя дистония чаще всего встречается у лиц в возрасте от 30 до 40 лет. К факторам риска относятся также органическое поражение мозга, наличие умственной отсталости, проведенная ранее электросудорожная терапия.

## Сроки возникновения и течение расстройства
Хотя наиболее часто поздняя дистония развивается после нескольких лет (в среднем 3—4 года) терапии нейролептиком, не менее чем в 20 % случаев она возникает в течение первого года лечения. Описаны случаи возникновения поздней дистонии через несколько недель и даже через несколько дней после начала приёма антипсихотика.
В большинстве случаев дистония нарастает постепенно на протяжении нескольких месяцев, затем стабилизируется на многие годы. Если пациент принимает антипсихотик и дальше, дистония, как правило, продолжает усиливаться в течение всего срока приёма препарата, а нередко ещё и некоторое время после отмены. Однако у части пациентов дистония появляется лишь спустя несколько недель или месяцев после отмены препарата, что затрудняет установление его причинно-следственной связи с приёмом нейролептика.
Течение поздней дистонии вариабельно, в молодом возрасте возможны спонтанные ремиссии, но они отмечались не более чем у 10 % пациентов при условии отмены вызвавшего дистонию препарата.

## Клиника
Более чем в половине случаев поздняя дистония начинается с мышц лица или шеи. Генерализация дистонии с распространением её на конечности и туловище наблюдается лишь в небольшом проценте случаев. Самой частой формой поздней дистонии является оромандибулярная дистония — дистония мышц лица. Могут возникать блефароспазм, спастическая дисфония. Часто также возникает спастическая кривошея (ретроколлис). При вовлечении мышц туловища развиваются гиперлордоз, опистотонус или сколиоз с ротацией позвоночника. В ряде случаев возникает боковой наклон туловища и головы, иногда с некоторой ротацией и с отклонением туловища кзади (синдром пизанской башни). Иногда направление наклона может меняться на протяжении нескольких дней.
В редких случаях при поздней дистонии наблюдается так называемый «обратный синдром обструктивных апноэ во сне», при котором днём в результате спазма мышц гортани возникает частичная или полная обструкция верхних дыхательных путей; как только наступает сон, дистония исчезает, дыхание нормализуется. Данное угрожающее жизни состояние иногда требует трахеостомии.
Типичная дистоническая поза рук характеризуется ротацией внутрь, разгибанием предплечья и сгибанием кисти. Нижние конечности при поздней дистонии вовлекаются редко.
Дистонические спазмы нередко бывают болезненными. При поздней дистонии, как и при острой, возможны окулогирные кризы, иногда сопровождаемые наплывом навязчивых мыслей, галлюцинаций или усилением тревожного аффекта. Поздняя дистония часто сопровождается стереотипиями, акатизией.
Как и при идиопатической дистонии, дистоническая поза может возникать или усиливаться при движении, в частности при ходьбе. Пациенты могут временно ослаблять дистонические проявления с помощью корригирующих жестов.

## Дифференциальная диагностика
Дифференциальный диагноз поздней дистонии с идиопатической дистонией иногда бывает труден. В пользу
идиопатической дистонии свидетельствует отсутствие приёма антипсихотиков в последние 6 мес. до начала развития дистонических симптомов, наличие идиопатической дистонии в семейном анамнезе, в пользу дистонии — наличие других лекарственных экстрапирамидных расстройств: букко-лингво-мастикаторного синдрома, акатизии, хореиформных движений или стереотипии в конечностях, респираторной дискинезии, паркинсонизма.
Важно исключить также другие причины дистонии: нейродегенеративные, нейрометаболические, цереброваскулярные заболевания, в том числе отставленную дистонию, возникающую через несколько лет после инсульта либо травматического повреждения базальных ганглиев или таламуса. У пациентов в возрасте до 50 лет важен дифференциальный диагноз с гепатолентикулярной дегенерацией.

## Лечение
В отличие от острой, поздняя дистония плохо поддается лечению. Прежде всего следует отменить вызвавший
её препарат, при необходимости заменив его другим средством (особенно эффективна замена на клозапин, можно заменять также на сульпирид, тиаприд, оланзапин), либо же, по крайней мере, снизить дозу. В этом случае регресс дистонии может произойти в течение нескольких месяцев или лет. 
У некоторых пациентов возможна временная ремиссия при повышении дозы нейролептика, вызвавшего дистонию, но в этом случае уменьшаются шансы на спонтанное восстановление, и оттого к данному способу прибегают лишь в наиболее тяжёлых случаях при неэффективности других мер.
Дистония, возникшая при внезапной отмене антипсихотика, обычно требует повторного назначения этого препарата. После уменьшения или полного регресса дистонии отмену нейролептика следует проводить постепенно.
Для уменьшения дистонических симптомов применяют также холинолитики (например, тригексифенидил или бипериден) и центральные симпатолитики (резерпин), но они оказывают эффект (как правило, умеренный) не более чем у трети больных. На Западе для лечения поздней дистонии широко применяют тетрабеназин. Иногда симптомы дистонии удаётся уменьшить с помощью клоназепама, баклофена, малых доз бромокриптина. Для достижения эффекта нередко приходится применять комбинацию из 2—3 лекарственных средств.
Наиболее эффективный способ лечения фокальных форм поздней дистонии — повторные инъекции ботулотоксина. Существуют данные о положительном эффекте в ряде случаев стереотаксической таламотомии. Временные ремиссии отмечались при проведении электросудорожной терапии.